# Tetrapterys hassleriana
Tetrapterys hassleriana är en tvåhjärtbladig växtart som beskrevs av Franz Josef Niedenzu. Tetrapterys hassleriana ingår i släktet Tetrapterys och familjen Malpighiaceae. Inga underarter finns listade i Catalogue of Life.